# Saint-Victor-sur-Avre
Saint-Victor-sur-Avre is een gemeente in het Franse departement Eure (regio Normandië) en telt 65 inwoners (2009). De plaats maakt deel uit van het arrondissement Évreux.

## Geografie
De oppervlakte van Saint-Victor-sur-Avre bedraagt 7,0 km², de bevolkingsdichtheid is dus 9,3 inwoners per km².
De onderstaande kaart toont de ligging van Saint-Victor-sur-Avre met de belangrijkste infrastructuur en aangrenzende gemeenten.

## Demografie
Onderstaande figuur toont het verloop van het inwonertal (bron: INSEE-tellingen).